# Парчета скършена корона
Парчета скършена корона (на английски: Shards of a Broken Crown) е заглавието на последния роман от тетралогията на Реймънд Фийст „Войната на студенокръвните“. Издаден е за пръв път на 1 юни 1998 г. във Великобритания и САЩ.
 Внимание:  Текстът по-долу разкрива сюжета на произведението (или части от него)!
Действието в романа се развива след края на войната между армиите от континента Новиндус и Островното кралство, в която в помощ на кралството се притичат и елфи и джуджета. В резултат на войната цялото кралство е в руини. Остатъците от армиите, пристигнали от Новиндус са останали без своите командири и са разпръснати из кралството, докато отново биват обединени от генерал Фадавах, който се опитва да създаде собствена империя, изградена сред руините на Островното кралство.
Главна роля в действието на романа играят Джими и Даш, внуците на херцог Джеймс Крондорски.